# Sociedad Anónima (Spanien)
Die Sociedad Anónima (abgekürzt S.A.) ist eine Rechtsform für Aktiengesellschaften in Spanien.

## Gründung
Die Gründungsurkunde muss vor einem Notar unterzeichnet und anschließend im spanischen Unternehmensregister (Registro Mercantil) eingetragen werden. Eine einzelne Person kann eine solche Gesellschaft gründen.
Das Mindeststammkapital beträgt 60.000 €. Beiträge können in Form von Geld, Gütern oder geistigem Eigentum erfolgen, die einen Wert haben können. Werkleistungen gelten nicht als Kapitaleinlage. Das Kapital muss vollständig gezeichnet und mindestens bis zu einem Viertel des Nennwerts jeder Aktie eingezahlt sein.

## Grundlagen
Die Gründungsurkunde muss die Satzung des Unternehmens enthalten, die von den Gründern genehmigt wurde.
Die Satzung muss unter anderem Folgendes enthalten:
- Den Namen des Unternehmens und eine Beschreibung seiner Tätigkeit.
- Das Datum, an dem es seinen Betrieb aufnimmt.
- Der eingetragene Sitz.
- Eingezahlt werden müssen das Stammkapital, der nicht eingezahlte Kapitalanteil und die Kapitallaufzeit.
- Anzahl der Aktien und der damit verbundenen Rechte.
- Datum, an dem das Geschäftsjahr des Unternehmens endet. Struktur der Unternehmensleitung und eventuelle Sonderrechte der Gründer[1]

## Hauptversammlung
Die Gesellschaft muss über einen Vorstand (Consejo de Administración) und eine Aktionärshauptversammlung (Junta General de Accionistas) verfügen. Aus der Gründungsurkunde müssen die Personen hervorgehen, die zunächst mit der Geschäftsführung und Vertretung der Gesellschaft betraut sind. Jede Änderung der Satzung muss auf einer Hauptversammlung der Aktionäre genehmigt werden.
In den ersten Monaten eines jeden Geschäftsjahres hat er die Geschäftstätigkeit zu prüfen, gegebenenfalls den Jahresabschluss des vorangegangenen Geschäftsjahres zu genehmigen und über die Verwendung der Ergebnisse zu entscheiden. Die Einberufung der ordentlichen Hauptversammlung muss durch eine im „Amtsblatt des Handelsregisters“ und in einer der auflagenstärksten Zeitungen der Provinz veröffentlichten Bekanntmachung erfolgen, und zwar mindestens fünfzehn Tage vor dem festgelegten Termin. Die Hauptversammlung ist in erster Einberufung wirksam, wenn die anwesenden oder vertretenen Aktionäre mindestens 25 % des Grundkapitals mit Stimmrecht halten. Damit die ordentliche oder außerordentliche Hauptversammlung wirksam über die Ausgabe von Verpflichtungen, die Erhöhung oder Herabsetzung des Kapitals, die Umwandlung, Fusion oder Spaltung der Gesellschaft und ganz allgemein über jede Änderung der Statuten entscheiden kann, ist bei der ersten Einberufung ist eine Anwesenheit der Aktionär oder deren Vertretung erforderlich, die mindestens 50 Prozent des Grundkapitals mit Stimmrecht besitzt. 2. Bei der zweiten Einberufung genügt eine Beteiligung von 25 % des Kapitals. Wenn Aktionäre anwesend sind, die weniger als 50 % des Grundkapitals mit Stimmrecht vertreten, können die Beschlüsse nur mit der Zustimmung von zwei Dritteln des bei der Versammlung anwesenden oder vertretenen Kapitals gültig angenommen.
Die Direktoren der Gesellschaft sind verpflichtet, innerhalb einer Frist von höchstens drei Monaten nach Abschluss des Geschäftsjahres den Jahresabschluss, den Lagebericht und den Vorschlag für die Verwendung der Ergebnisse sowie gegebenenfalls den Konzernabschluss zu erstellen.

## Haftung
Jede Aktie gewährt ihrem Inhaber Stimmrecht, vorrangiges Zeichnungsrecht und Beteiligung an der Gewinnausschüttung des Unternehmens. Solange die Anteile noch nicht vollständig eingezahlt sind, müssen sie auf den Namen des Inhabers eingetragen werden. Unter bestimmten Bedingungen können Aktien an der spanischen Börse notiert werden. Aktionäre können ihre Aktien frei übertragen, es sei denn, die Unternehmenssatzung sieht Beschränkungen für die Übertragung von Aktien vor. Die Gesellschafter haften nicht persönlich für Unternehmensschulden; sie haften nur in Höhe ihres Beitrags zur Gesellschaft.

## Auflösung
Die Aktiengesellschaft wird aufgelöst: Durch Zustimmung der Hauptversammlung, durch Einhaltung der in der Satzung festgelegten Frist, aufgrund des Abschlusses der Gesellschaft, die ihren Gegenstand darstellt, oder der offensichtlichen Unmöglichkeit, den Gesellschaftszweck zu erreichen, oder aufgrund der Lähmung der Gesellschaftsorgane, so dass ihr Betrieb unmöglich wird. Aufgrund von Verlusten, die das Eigenkapital auf einen Betrag verringern, der weniger als die Hälfte des Grundkapitals beträgt, sofern es nicht in ausreichendem Maße erhöht oder herabgesetzt wird. Aufgrund der Herabsetzung des Aktienkapitals unter das gesetzliche Minimum. Durch die Fusion oder vollständige Spaltung der Gesellschaft. Aus allen anderen in den Statuten genannten Gründen.